# Prêmio Grammy para melhor álbum de jazz latino
O Prêmio Grammy para Melhor Álbum de Jazz Latino é um prêmio apresentado no Grammy Awards, uma cerimônia que foi criada em 1958 e originalmente chamada de Gramophone Awards, para artistas de música jazz latina. Há honras apresentadas em várias categorias na cerimônia anual pela National Academy of Recording Arts and Sciences dos Estados Unidos de "honrar as realizações artísticas, a proficiência técnica e a excelência global na indústria fonográfica, sem levar em conta as vendas de álbuns ou posição nas paradas".
Originalmente chamado de Prêmio Grammy para Melhor Performance de Jazz Latino, o prêmio foi concedido pela primeira vez a Arturo Sandoval em 1995. O nome da categoria foi alterado para Melhor Álbum de Jazz Latino em 2001; no mesmo ano produtores, engenheiros e/ou mixers associados ao trabalho vencedor tornaram-se premiados, além dos artistas propriamente ditos. 
De acordo com a descrição da categoria no 52º Grammy Awards, o prêmio é concedido ao "álbum vocal ou instrumental com pelo menos 51% do tempo de reprodução de música recém-gravada", com a intenção de reconhecer a "mistura" da música jazz com a música argentina, brasileira, ibero-americana e latina. A partir de 1998, os membros da Academia Latina de Artes e Ciências da Gravação (LARAS) podem votar nas categorias latinas, incluindo Melhor Álbum de Jazz Latino.
Chucho Valdés é o maior vencedor da categoria, com cinco premiações. Arturo O'Farrill & The Afro Latin Jazz Orchestra ganharam por quatro oportunidades. Ray Barretto e Wayne Wallace mantém o recorde de maiores números de indicações sem vitória, com quatro indicações.
O prêmio não foi apresentado em 2012 como parte de uma grande reformulação das categorias do Grammy; As gravações de jazz latino foram transferidas para as categorias Melhor Álbum Instrumental de Jazz ou Melhor Álbum Vocal de Jazz. No entanto, após protestos e um processo movido por músicos de jazz latino, a Recording Academy anunciou que traria de volta a categoria para o 55º Grammy Awards.

## Vencedores
| Ano  | Artista                                                                                       | Trabalho                            | Indicado | Ref.   |
| ---- | --------------------------------------------------------------------------------------------- | ----------------------------------- | --- | ------ |

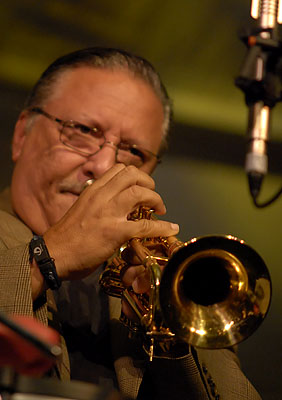
Duas vezes vencedor do prêmio Arturo Sandoval, atuando em 2008

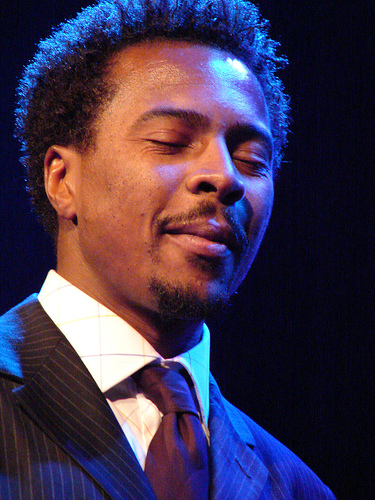
Vencedor do prêmio de 1998, Roy Hargrove, apresentando-se no North Sea Jazz Festival em Roterdã em 2006

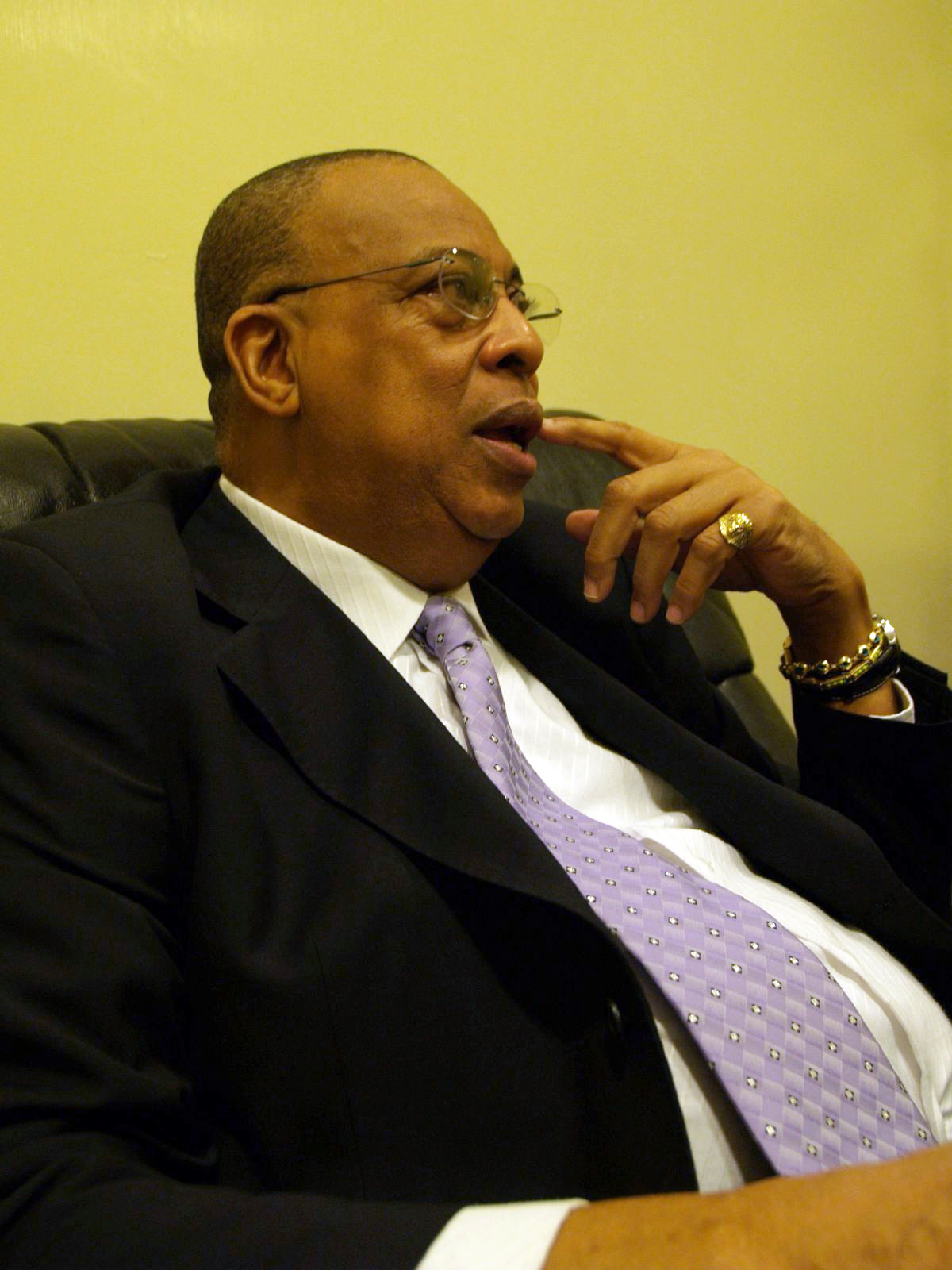
Cinco vezes premiado Chucho Valdés em 2007

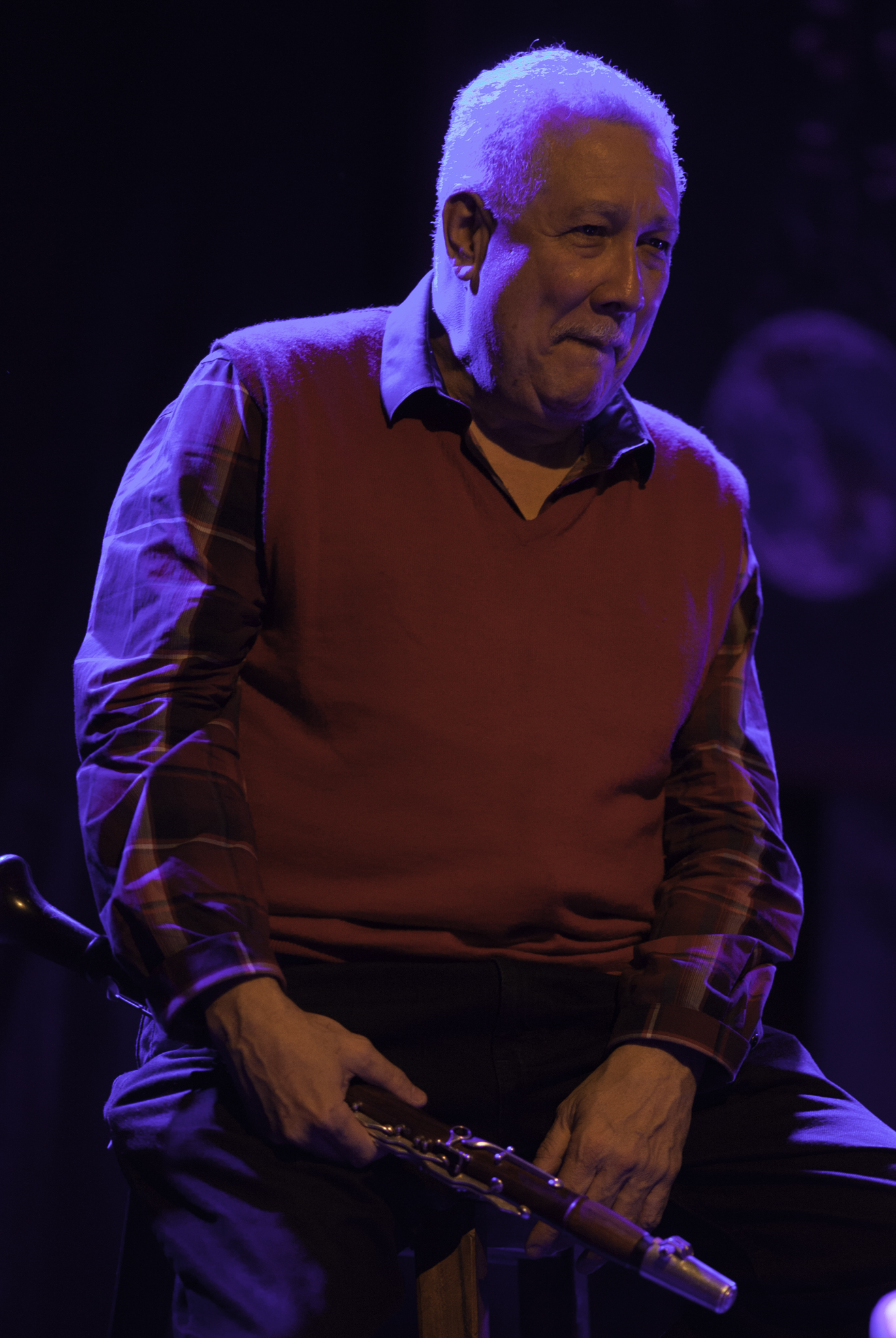
Três vezes vencedor, Paquito D'Rivera

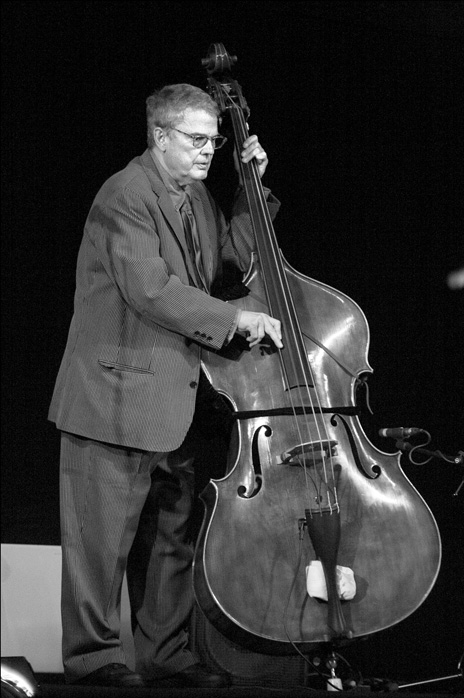
Duas vezes vencedor do prêmio Charlie Haden, atuando em 2007

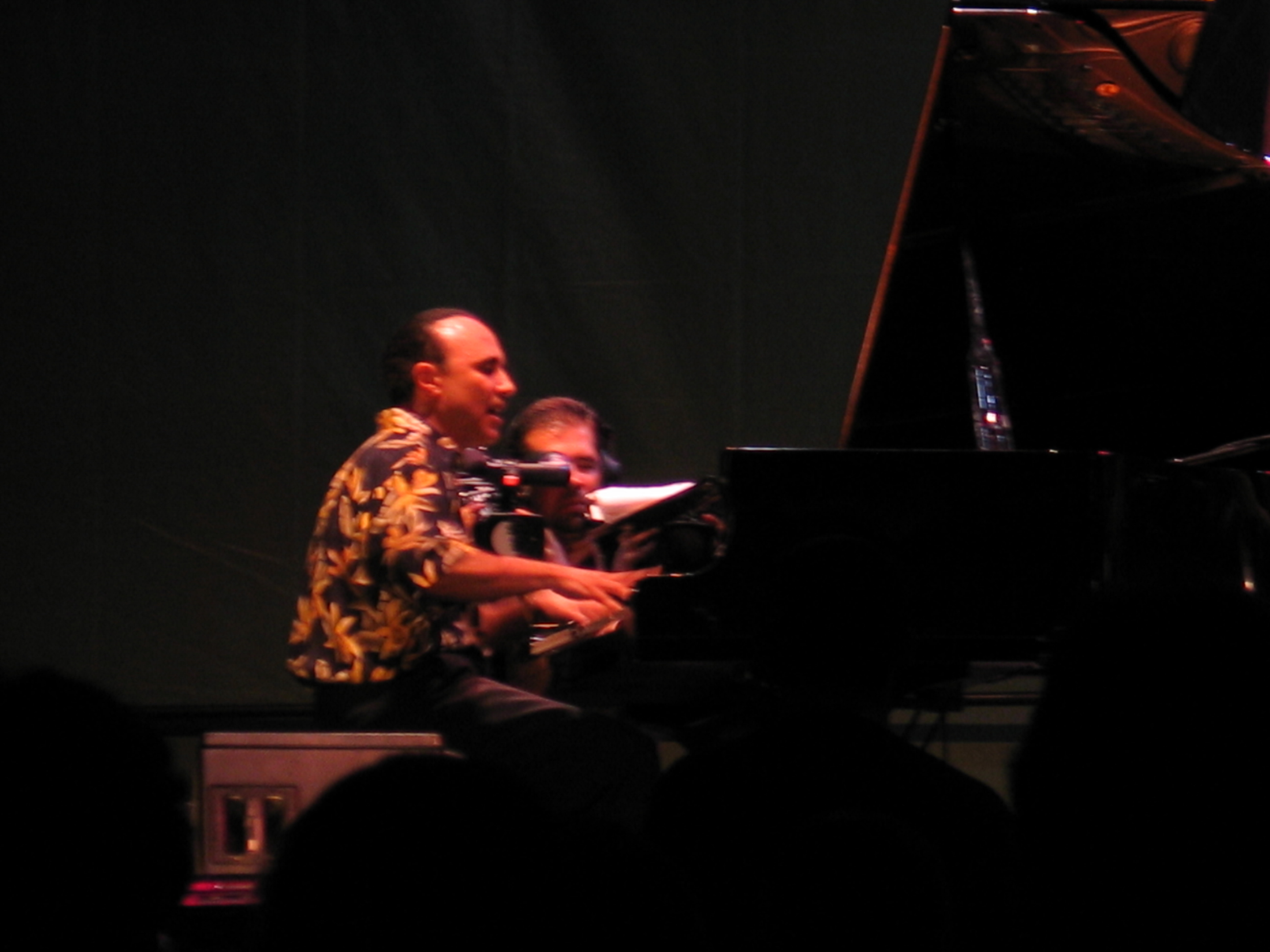
2004 vencedor do prêmio Michel Camilo em 2007

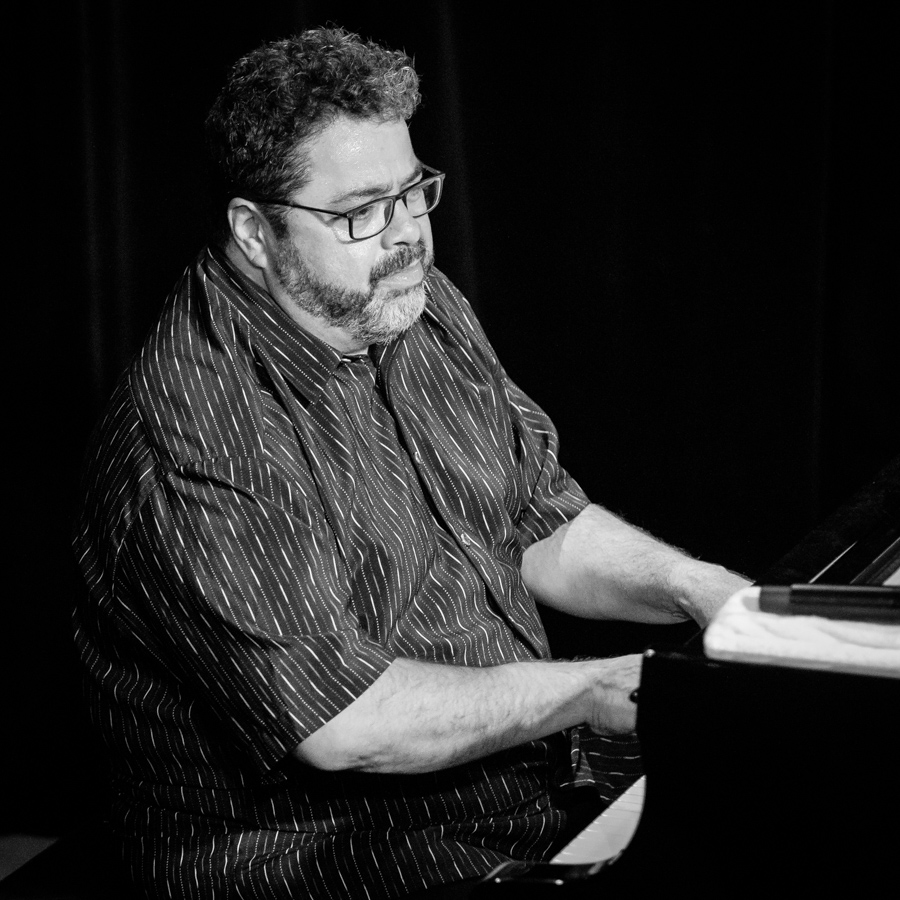
Arturo O'Farrill ganhou quatro vezes ao lado da Afro Latin Jazz Orchestra.

| 1995 | Arturo Sandoval                                                                               | Danzón (Dance On)                   | * Ray Barretto & New World Spirit – Taboo - Mario Bauza and the Afro-Cuban Jazz Orchestra – 944 Columbus - Jerry Gonzalez and the Fort Apache Band – Crossroads - Eddie Palmieri – Palmas | [ 6 ]  |
| 1996 | Jobim                                                                                         | Antônio Brasileiro                  | * Jerry Gonzalez and the Fort Apache Band – Pensativo - Chico O'Farrill and His Afro-Cuban Jazz Orchestra – Pure Emotion - Eddie Palmieri – Arete - Patato and Changuito y Orestes – Ritmo y Candela: Rhythm at the Crossroads | [ 7 ]  |
| 1997 | Paquito D'Rivera                                                                              | Portraits of Cuba                   | * Ray Barretto – My Summertime - Steve Berrios and Son Bacheche – And Then Some! - Terence Blanchard and Ivan Lins – The Heart Speaks - Don Grolnick – Medianoche | [ 8 ]  |
| 1998 | Roy Hargrove's Crisol                                                                         | Habana                              | * Conrad Herwig – The Latin Side of John Coltrane - Giovanni Hidalgo – Hands of Rhythm - Banda Mantiqueira – Aldeia - Carlos "Patato" Valdes – Ritmo y Candela II: African Crossroads | [ 9 ]  |
| 1999 | Arturo Sandoval                                                                               | Hot House                           | * Ray Barretto and New World Spirit – Contact - Paquito D'Rivera and the United Nation Orchestra – Paquito D'Rivera and the United Nation Orchestra - Danilo Pérez – Central Avenue - David Sánchez – Obsession - Chucho Valdés – Bele Bele en la Habana                                                                                              | [ 10 ] |
| 2000 | Poncho Sanchez                                                                                | Latin Soul                          | * Al McKibbon – Tumbao Para los Congueros di Mi Vida - Bobby Rodríguez – Latin Jazz Explosion - Gonzalo Rubalcaba and Cuban Quartet – Antiguo - Chucho Valdés – Briyumba Palo Congo – Religion of the Congo | [ 11 ] |
| 2001 | Chucho Valdés                                                                                 | Live at the Village Vanguard        | * Bobby Sanabria Big Band – Afro-Cuban Dream... Live & in Clave - Gary Burton – Libertango: The Music of Ástor Piazzolla - Danilo Pérez – Motherland - David Sánchez – Melaza | [ 12 ] |
| 2002 | Charlie Haden                                                                                 | Nocturne                            | * Los Hombres Calientes (Irvin Mayfield and Bill Summers) – Vol. 3: New Congo Square - Gonzalo Rubalcaba Trio – Supernova - David Sánchez – Travesía - Various artists – Calle 54 | [ 13 ] |
| 2003 | Dave Samuels and the Caribbean Jazz Project                                                   | The Gathering                       | * Jane Bunnett – Alma de Santiago - Duduka Da Fonseca – Samba Jazz Fantasia - John Santos and the Machete Ensemble – S.F. Bay - Omar Sosa – Sentir | [ 14 ] |
| 2004 | Michel Camilo, Charles Flores, and Horacio Hernández                                          | Live at the Blue Note               | * Jane Bunnett – Cuban Odyssey - Caribbean Jazz Project – Birds of a Feather - Mark Levine and the Latin Tinge – Isla - Chucho Valdés – New Conceptions | [ 15 ] |
| 2005 | Charlie Haden                                                                                 | Land of the Sun                     | * Raphael Cruz – Bebop Timba - Jerry Gonzalez y los Piratas del Flamenco – Jerry Gonzalez y los Piratas del Flamenco - Conrad Herwig Nonet – Another Kind of Blue: The Latin Side of Miles Davis - Diego Urcola – Soundances | [ 16 ] |
| 2006 | Eddie Palmieri                                                                                | Listen Here!                        | * Ray Barretto – Time Was – Time Is - Caribbean Jazz Project featuring Dave Samuels – Here and Now – Live in Concert - Sammy Figueroa and His Latin Jazz Explosion – ...And Sammy Walked In - Omar Sosa – Mulatos | [ 17 ] |
| 2007 | The Brian Lynch/Eddie Palmieri Project                                                        | Simpático                           | * Ignacio Berroa – Codes - Edsel Gómez – Cubist Music - Dafnis Prieto – Absolute Quintet - Diego Urcola, Edward Simon, Avishai Cohen, Antonio Sánchez and Pernell Saturnino – Viva | [ 18 ] |
| 2008 | Paquito D'Rivera Quintet?                                                                     | Funk Tango                          | * Bobby Sanabria Big Band – Big Band Urban Folktales - Sammy Figueroa and His Latin Jazz Explosion – The Magician - Steve Khan – Borrowed Time - Héctor Martignon – Refugee | [ 19 ] |
| 2009 | Arturo O'Farrill and the Afro-Latin Jazz Orchestra                                            | Song for Chico                      | * Caribbean Jazz Project – Afro Bop Alliance - Conrad Herwig and the Latin Side Band – The Latin Side of Wayne Shorter - Nestor Torres – Nouveau Latino - Papo Vázquez and The Mighty Pirates – Marooned/Aislado | [ 20 ] |
| 2010 | Bebo Valdés and Chucho Valdés                                                                 | Juntos Para Siempre                 | * Chembo Corniel – Things I Wanted to Do - Geoffrey Keezer – Áurea - Claudio Roditi – Brazilliance X 4 - Miguel Zenón – Esta Plena | [ 21 ] |
| 2011 | Chucho Valdés and the Afro-Cuban Messengers                                                   | Chucho's Steps                      | * Pablo Aslan – Tango Grill - Hector Martignon – Second Chance - Poncho Sánchez – Psychedelic Blues - Wayne Wallace Latin Jazz Quintet – ¡Bien Bien! | [ 22 ] |
| 2013 | Clare Fischer Latin Jazz Big Band                                                             | Ritmo!                              | * Bobby Sanabria Big Band – Multiverse - Chano Dominguez – Flamenco Sketches - Manuel Valera New Cuban Express – New Cuban Express - Luciana Souza – Duos III | [ 23 ] |
| 2014 | Paquito D'Rivera and Trio Corrente                                                            | Song for Maura                      | *Buika – La Noche Más Larga - Roberto Fonseca – Yo - Omar Sosa – Eggun - Wayne Wallace Latin Jazz Quartet – Latin Jazz – Jazz Latin | [ 24 ] |
| 2015 | Arturo O'Farrill and the Afro Latin Jazz Orchestra                                            | The Offense of the Drum             | * Conrad Herwig ft. Joe Lovano – The Latin Side of Joe Henderson - Pedrito Martinez Group – The Pedrito Martinez Group - Emilio Solla and La Inestable de Brooklyn – Second Half - Yosvany Terry – New Throned King | [ 25 ] |
| 2016 | Eliane Elias                                                                                  | Made in Brazil                      | * Rodriguez Brothers – Impromptu - Gonzalo Rubalcaba – Suite Caminos - Wayne Wallace Latin Jazz Quintet – Intercambio - Miguel Zenón – Identities Are Changeable | [ 26 ] |
| 2017 | Chucho Valdés                                                                                 | Tribute to Irakere: Live in Marciac | * Andy González – Entre Colegas - Brian Lynch/Various Artists – Madera Latino: A Latin Jazz Perspective on the Music of Woody Shaw - Michael Spiro/Wayne Wallace/La Orquesta Sinfonietta – Canto América - Trio da Paz – 30 | [ 27 ] |
| 2018 | Pablo Ziegler Trio                                                                            | Jazz Tango                          | * Antonio Adolfo – Hybrido – From Rio to Wayne Shorter - Jane Bunnett & Maqueque – Oddara - Anat Cohen & Marcello Goncalves – Outra Coisa – The Music of Moacir Santos - Miguel Zenón – Típico | [ 28 ] |
| 2019 | Dafnis Prieto Big Band                                                                        | Back to the Sunset                  | * Eddie Daniels – Heart of Brazil - Bobby Sanabria Multiverse Big Band – West Side Story Reimagined - Elio Villafranca – Cinque - Miguel Zenón featuring Spektral Quartet – Yo Soy La Tradición | [ 29 ] |
| 2020 | Chick Corea & the Spanish Heart Band                                                          | Antidote                            | * Thalma de Freitas with Victor Goncalves, John Patitucci, Chico Pinheiro, Rogerio Boccato and Duduka da Fonseca – Sorte! Music by John Finbury - Jazz at Lincoln Center Orchestra with Wynton Marsalis featuring Rubén Blades – Una Noche con Rubén Blades - David Sánchez – Carib - Miguel Zenón – Sonero: The Music of Ismael Rivera               | [ 30 ] |
| 2021 | Arturo O'Farrill & the Afro Latin Jazz Orchestra                                              | Four Questions                      | * Afro Peruvian Jazz Orchestra – Tradiciones - Chico Pinheiro – City of Dreams - Gonzalo Rubalcaba & Aymée Nuviola – Viento y Tiempo – Live at Blue Note Tokyo - Poncho Sánchez – Trane's Delight | [ 31 ] |
| 2022 | Eliane Elias with Chick Corea & Chucho Valdés                                                 | Mirror Mirror                       | - Carlos Henriquez – The South Bronx Story - Arturo O'Farrill & the Afro Latin Jazz Orchestra – Virtual Birdland - Dafnis Prieto Sextet – Transparency - Miguel Zenón & Luis Perdomo – El Arte Del Bolero | [ 32 ] |
| 2023 | Arturo O'Farrill & the Afro Latin Jazz Orchestra ft. the Congra Patria Son Jarocho Collective | Fandango at the Wall in New York    | - Danilo Pérez ft. the Global Messengers - Crisálida - Flora Purim - If You Will - Arturo Sandoval - Rhythm & Soul - Miguel Zenón - Música de las Américas | [ 33 ] |
| 2024 | Miguel Zenón & Luis Perdomo                                                                   | El Arte Del Bolero Vol. 2           | - Luciana Souza & Trio Corrente - Cometa - Bobby Sanabria Multiverse Big Band - Vox Humana - Ivan Lins With The Tblisi Symphony Orchestra - My Heart Speaks - Eliane Elias - Quietude | [ 34 ] |
| 2025 | Zaccai Curtis, Luques Curtis, Willie Martinez, Camilo Molina & Reinaldo DeJesus               | Cubop Lives!                        | - Donald Vega ft. Lewis Nash, John Patitucci & Luisito Quintero - As I Travel - Chucho Valdés & Royal Quartet - Cuba And Beyond - Horacio 'El Negro' Hernández, John Beasley & José Gola - El Trio: Live in Italy - Eliane Elias - Time And Again - Hamilton de Holanda & Gonzalo Rubalcaba - COLLAB - Michel Camilo & Tomatito - Spain Forever Again | [ 35 ] |